# 허령
허령(虛靈)은 심의 본질을 설명하는 형용사적 개념이다.

## 성리학의 용법-17세기 조선의 철학
주희는 인간이 가지고 있는 심의 고유한 속성을 설명하면서 “허령하여 어둡지 않는 것[虛靈不昧]”이라고 말한 바 있다. 이때 허(虛)는 마음의 본래적인 모습이 텅 빈 상태임을 뜻하고 령(靈)은 마음이 신묘하게 작용하고 움직이는 것을 가리키는 말이다. 그 의미가 비교적 명료한 ‘허’에 비해 령(靈)이라는 글자는 정확한 현대 한국어로 옮기기가 쉽지 않다. ‘령’은 신묘함, 오묘함 등과 상통하는 말로 ‘뚜렷이 포착할 수 없는 어떤 경이로움’의 어감을 함축하는 단어다.
성리학자들이 즐겨 사용하는 거울의 비유를 통해 심의 허령을 설명하면, ‘허’란 마음의 본모습이 마치 사물을 비추기 전의 거울과 같음을 가리킨다. 아직 사물을 비추기 전의 거울은 아무런 상(象)도 반영하지 않는 텅 빈 상태다. 거울이 어떤 대상사물을 비출 수 있는 것은 그것이 본래 텅 비어 있기 때문이다. 그와 마찬가지로 인간의 마음 역시 본래 비어 있는 상태이기 때문에 외부사물을 접하고 받아들일 수 있다. 즉 거울이 비어 있으므로 사물을 비출 수 있는 것처럼 사람의 마음 역시 비어 있기 때문에 외물에 감응할 수 있는 것이다.
그런데 이처럼 거울의 본래상태는 비어 있는 것이지만, 그에 앞서 거울의 본질은 사물을 비추는 기능에 달려 있다고 해야 할 것이다. 사물을 비추는 기능은 거울의 본래적인 비어 있음과는 다른 별개의 성질이다. 그 점에 빗대어 말하자면, 외물과 접하여 감응하고 작용하는 마음의 기능 역시 그 비어 있는 속성과 무관한 마음의 또 다른 특성이라 할 수 있다. 마음은 비어 있는 것이지만 동시에 만사만물을 감각하고 인식하며 판단하는 특별한 능력을 내장하고 있다. ‘령’은 그와 같이 스스로 움직이고 작용하는 마음의 신묘한 능력을 형용하는 말이다.
허령은 인간이 가진 심의 특별한 능력을 강조하는 표현이다. 즉 허령한 마음의 속성은 오로지 인간만이 가진 특징으로 간주된다. 짐승은 그저 감각적 인지기능을 가질 뿐 시비선악을 가리거나 만물의 근본이치를 탐구하는 고차원적인 마음의 능력을 가질 수 없기 때문이다. 이에 인간의 허령한 마음은 어떻게 가능한가라는 물음이 대두된다. 이에 대해 심을 리와 기의 결합으로 보는 학자들은 허령 역시 리와 기의 결합으로 인해 생겨나는 성질이라고 본다. 그와 달리 심을 오로지 기로 규정하는 학자들은 허령이 기의 가장 맑고 정밀한 부분[氣之精爽]이라는 심 자체의 고유성에서 기인한다고 본다. 결국 허령은 심을 표현하는 단어이기에 이기론적으로 심을 어떻게 이해하느냐에 따라 허령의 연원에 대한 이해도 달라지게 되는 것이다.

## 참고
1. ↑  이선열 저, 17세기 조선, 마음의 철학에서 발췌 (저자와의 협의를 거침)